# ジョン・ウィンスロップ (マサチューセッツ湾植民地知事)
ジョン・ウィンスロップ（英: John Winthrop、ユリウス暦1588年1月12日 - 1649年3月26日）は、17世紀にピューリタンを新世界に導いた政治家である。1629年にマサチューセッツ湾植民地に加わり、1630年4月8日に最初の知事に選ばれた。1639年から1648年の間に投票で知事を辞めさせられたこともあったが、再選もされ、全部で12回選ばれた。政治家として尊敬される人物であるが、1634年に議会を創ったときの頑固さでは批判された。

## 伝記
ウィンスロップはイングランドのサフォーク州エドワードストーンで、アダム・ウィンスロップ（1548年 - 1623年）とその妻アン・ブラウンの息子として生まれた。祖父のアダムは16世紀初頭に農業を離れ、織物職人となり成功した人物で、サフォークのグロトン荘園を購入するほど裕福になり、紋章も得た地元の名士であった。ジョンはグロトン荘園で不自由なく成長した。
15歳の時にケンブリッジ大学のトリニティ・カレッジに2年間通い研修を積み、グレイズ・インで法律を学び、1620年にロンドンの地区裁判所で弁護士になった。極端に信仰心が厚く、イングランド国教会はカトリックの儀礼を取り去らねばならないというピューリタンの信条を熱心に信奉した。神が異端であるイングランドを裁くと確信し、イギリスのピューリタンは神の怒りの時に備えて安全で居られる所へ逃げ場を求める必要があると信じた。
1629年初頭の時点で、ウィンスロップ家と親しいピューリタン商人たちが「ニュー・イングランド会社」を作って、植民事業に手を染めていたが、3月4日、勅許を得て「マサチューセッツ湾会社」に改名した。チャールズ1世は、植民地がアメリカに対する商業的投機以上のものであることに明らかに気付いていなかった。しかし、1629年3月4日、ウィンスロップはピューリタンの裕福な友人たちと共にケンブリッジ同意書に署名した。これは次の航海に乗船し、ニューイングランドで新しいピューリタンの植民地を建設することを誓うものであった。植民地の土地はアメリカ州の先住民族から取り上げるものであり、ウィンスロップの言い訳に従えば、先住民族はその土地を「支配」しているのでもなければ、それに対する「公民権」も持っていないということだった 。
去る1624年に、ジェームス1世はチェサピーク湾のヴァージニア会社の特許を無効とし、植民地議会を解散して勅任監督の支配下に置いた。このことでウィンスロップは、ピューリタン共同体の計画を進めても意味がないように思わされた。しかし1629年7月、勅許には会社の所在地についての規定がないことが分かった。通常植民会社の役員は本国に留まり、王の監視下に置かれていた。ウィンスロップは、会社をまるごと新大陸に移動すれば、ピューリタンとしての精神的実験のための独立は保証されると感じた。
ウィンスロップは400ポンドを投じアーベラ号で出港した。この船名はアイザック・ジョンソンの妻であり、第3代リンカーン伯爵トマス・クリントンの娘の名に因むものだった。ウィンスロップはイングランドに居たときから若いジョンソンと付き合いがあり、ジョンソン家で多くの時を過ごしていた。ボストン地区の最初のイギリス人ブラックストーンは子供の時にアイザックの親友であり同じ学校に通った。アイザックの祖母、レディ・チャタートンは欽定訳聖書を翻訳した者の娘であり、ジョンソン家はイングランドに2つの学校を所有していた。そのうちの1つは今でも学校として使われている。アイザック・ジョンソンの家系は、イングランドのノルマン征服に遡り、フランスのルーアンのジョンソン家の出であり、またさらに古く968年南イングランド（ケント）征服の時のウィリアム1世にも繋がっていた。ロンドン・ヘラルド・オブ・アームズによれば、ジョンソン家は4度の十字軍に参加し、リチャード獅子心王と共に戦った。ウィンスロップはアイザックが死んだときに75,000ボンド以上に上る遺産の検認にあたった。アイザックの弟、ジェイムズ・ジョンソン大尉が1635年に到着したが、アイザックの遺産に対する権利を否定された。トマス・ダドリーたちの助けにより、ウィンスロップはこの資産を管理し、30年以上もその管理料を取り続けた。多くの文書が不思議なやり方で廃棄された。その文書はボストン創設者によって保管されていた「最後の審判の日の記録」の一部だった。ウィンスロップたちはジョンソンの妻を密通罪で告発し、首に縄を付けて絞首台に乗せた。これは彼女を出て行かせるためだった。ジェイムズ・ジョンソン大尉の唯一の罪は、自宅でアン・ハッチンソンと彼の妻が一緒に聖書の研究をさせたことだった。ハッチンソンはイングランドのリンカーンシャーからレディ・アーベラとともにやってきた「キリスト教信仰を持つ善良なる婦人」であった。
ジョンソンの父エイブラハムがロンドンの王立高等法院に遺産の相続請求をした。アイザック・ジョンソンと妻のアーベラは、ボストン市トレモント・ストリートの所有地、現在のキングズ・チャペルに埋葬された。ナサニエル・ホーソンの『緋文字』第1章にアイザック・ジョンソンに関する記述がある。
ウィンスロップはその事業である造船所を運営する目的で従僕を危険にさらしたことがあった。いわく「彼らは水を清浄にしていなかった。ウィンスロップがボストンに呼び立てられる前に多くの者が死んだ。」
ウィンスロップは密通で告訴されたメアリー・ラザムとジェイムズ・ブリトンの絞首刑に立ち会ったが、ウィンスロップ自身もその家からあまり離れていない見捨てられた開拓地でインディアンの女と邂逅したことを認めた。多くの男たちが一晩中ウィンスロップを探し求めたが、家から遠く離れた所にいる彼を見付け、大変奇妙な話で弁解することになった。
ウィンスロップは1629年にイギリスを出発する前に植民地知事に選ばれており、以降も何度も選ばれた。知事としてはピューリタンの中でも過激的要素が無く、異端による刑の執行の数を最小にしようとし、多くのピューリタンが支持する婦人のベールのような保守的習慣を押しつけることを阻止しようとした。
ピューリタンの信者仲間と同様に、均一の原理に基づく信仰のあるキリスト教社会を作ることに務めた。1638年に異端審問を行ってアン・ハッチンソンを植民地から追放したのもこの理由だった。この審問のとき、ハッチンソンを「アメリカのイゼベル」と呼んだ。植民地の周りの奥地にいる先住民族については、彼らがキリスト教徒ではないので神がそこに病気を送り込んで倒れてしまったと信じてもいた。「これらの地域に先住民族がいなければ、神が追求した。300マイルという空間でその大半は天然痘で一掃されてしまい、その菌はまだ残っている。神はそうすることで我らにこの土地の権利を与えた。この地域に残っているものは高々50名に過ぎず、我らの保護下にある。」

## 家族
ウィンスロップは1605年4月16日エセックス州グレート・スタンブリッジで最初の妻メアリー・フォースと結婚した。メアリーとの間には6人の子供が生まれ、1615年6月にメアリーが死んだ。2番目の妻、トマシン・クロプターとは1615年12月6日サフォーク州グロートンで結婚した。トマシンは翌1616年12月8日に死んだ。1618年4月29日、エセックス州グレート・メイプルステッドで、ジョン・ティンダル卿とアンナ・イーガートン夫妻の娘、マーガレット・ティンダルと3度目の結婚をした。マーガレットとの間にはニューイングランドに移民する前に6人の子が生まれた。最初にアーベラ号に乗ったのはウィンスロップと3人の息子、8人の従僕であり、妻は1631年のライアン号で渡った。所有していた小さな荘園は残してきた。娘の一人がライアン号で航海中に死んだ。ニューイングランドに来てから2人の子供が生まれた。マーガレットは1647年6月14日にボストンで死んだ。4人目の妻はマーサ・レインズボロであった。マーサはトマス・コイトモアの未亡人であり、有名な平等主義者、トマスとウィリアムの兄弟の妹だった。結婚したのは1647年12月20日より後であり、二人の間では唯一の子供が1648年に生まれる間のことだった。ウィンスロップは老衰で死んだ。最初の妻メアリーとの間に生まれた息子、ジョン・ウィンスロップ・ヤンガーが後にコネチカットの知事になった。

## 遺産

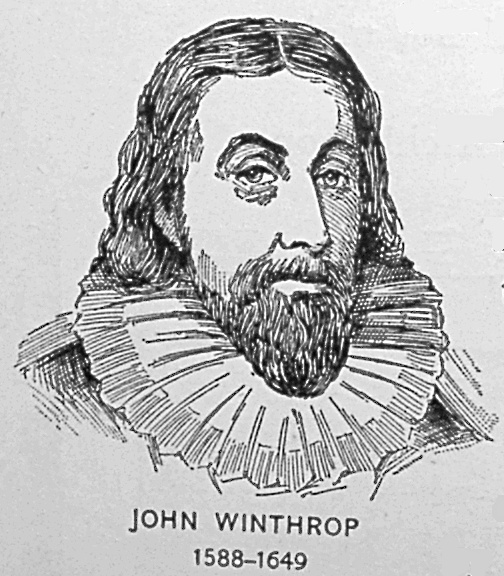
ジョン・ウィンスロップ

ウィンスロップはその「丘の上の町」の説教で最も有名である。「丘の上の町」という題が有名になっているが、実際の題は「キリスト教愛のモデル」であった。この説教で、新世界に移民してきたピューリタン植民者は神との間に神聖なる社会を創るという特別の盟約の一部であると宣言した。この説教は、アメリカ例外主義の概念の先駆けと見られることがある。この説教は、富める者は貧しい者の面倒を見る神聖な義務があるとしたことでも知られている。しかし、最近の歴史研究で、この説教は当時あまり注目を集めなかったという。この考え方を初めて伝えたというよりも、当時のピューリタンが広く信じていたことを単に繰り返したということである。文章は実際に19世紀まで印刷されることなく、それ以前は原稿を回覧することで知れ渡った。ウィンスロップは「国王陛下に忠実な臣民の敬虔なる依頼」を出版した（1630年、ロンドン）。これは移民がイギリスから物理的に離れていることを弁護し、王室とイングランドの教会に対する忠誠を再確認するものであった。この作品は1696年にジョシュア・スコットーの編集で再出版された。
現代アメリカの政治家、例えばロナルド・レーガンは発想源としてウィンスロップを引用し続けている。しかし、ウィンスロップを誉める者はその頑固な反民主主義的傾向に注意を向けていない。例えば、「もし我々が混合した貴族政治から単なる民主制に変えたとしたら、そのために聖書に根拠を求められない。イスラエルにそのような政府は無かった。...民主制は文明国の間で最も御しがたい最悪の政府形態である。それを許すのは（十戒の）第五の戒律に対する明らかな違反である」とも言っている。
ウィンスロップはピクォート戦争が起こったときの知事ではなかった。その原因に間接的な責任があるだけだった。生き残ったインディアンを奴隷としてバハマに売るという決定は社会的な反応であり、個人で選択したことではなかった。
マサチューセッツ州ウィンスロップの町はウィンスロップに因んで名付けられた。ハーバード大学にあるウィンスロップ・ハウスもそうだが、ハーバード大学の学長を短期間務めたジョン・ウィンスロップの名前でもある。
ジョン・ウィンスロップの子孫は今日無数にいる。例えばマサチューセッツ州選出上院議員ジョン・ケリーや元大統領ジョージ・W・ブッシュである。
ワシントンD.C.アメリカ合衆国議会議事堂の国立彫像ホール・コレクションには、マサチューセッツ州を代表する者としてウィンスロップの大理石像が置かれている。